# 生命之樹 (馬拿瓜)

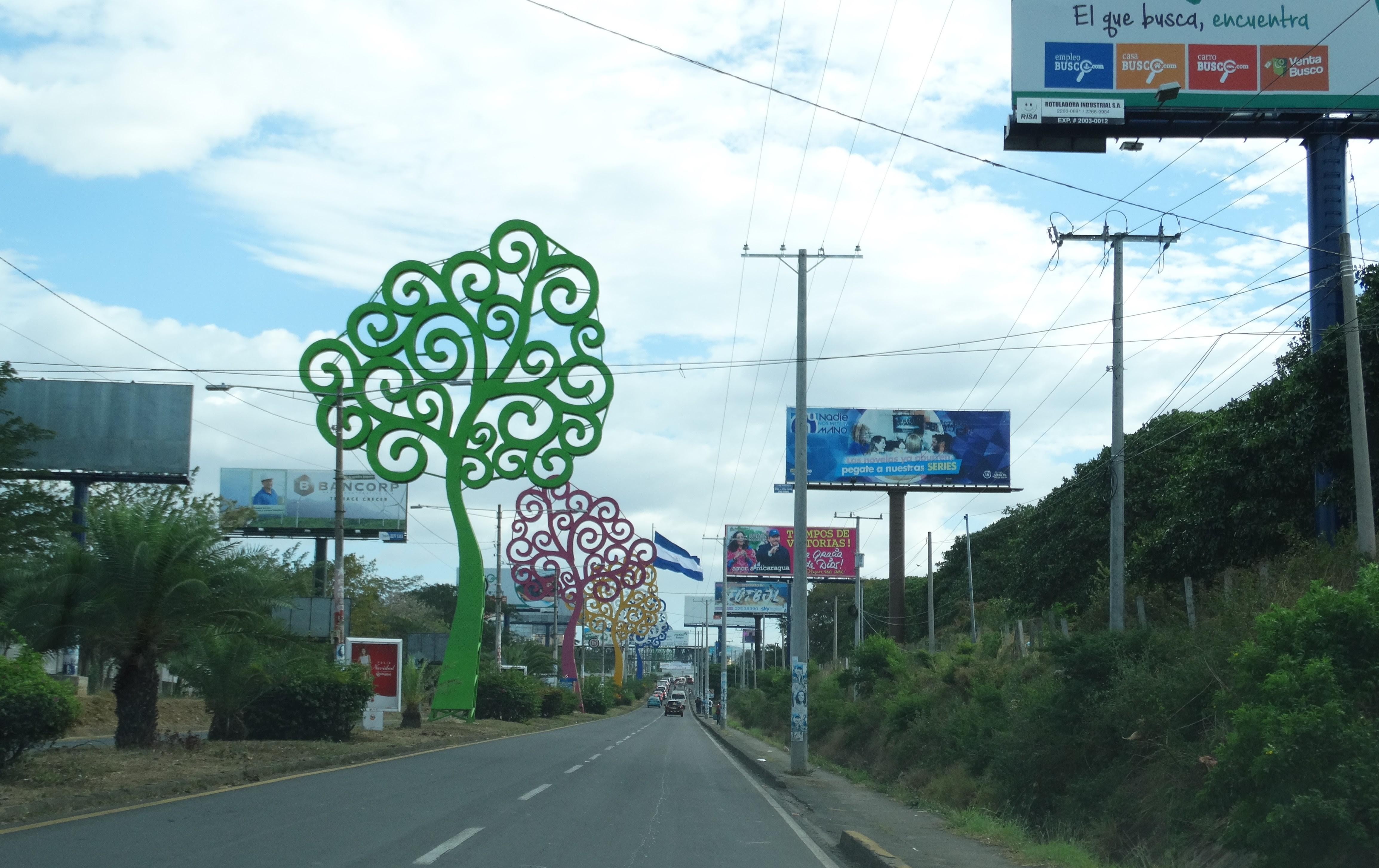
馬拿瓜街頭豎立著『生命之樹』裝置藝術

生命之樹（西班牙語：Árboles de la Vida）是一系列位於尼加拉瓜首都馬拿瓜的裝置藝術，最初在2013年，為紀念尼加拉瓜革命34周年而建造。生命之樹是由尼加拉瓜第一夫人罗萨丽奥·穆里略（2017年起擔任副總統）主導的城市美化工程的其中一部份。

## 裝置藝術
生命之樹由大約140座抽象、色彩鮮艷的抽象樹形雕塑組成，散佈在馬拿瓜的各處街道中；其造型是以奧地利知名象徵主義畫家古斯塔夫·克林姆的作品《生命之樹》（L'Arbre de Vie, Stoclet Frieze）的啟發。這些『樹』由金屬製成，總共用250萬個微型燈泡裝飾，每座的高度約為12到17米高，每座的成本據稱為20,000美元25,000美元。
2018－2020年尼加拉瓜示威中，部分裝置藝術作品被焚毀，這些舉動被視為對政府及穆里欧的譴責。

## 圖冊
- 夜景
- 空照圖
- 裝置藝術的原型：古斯塔夫·克林姆的作品《生命之樹（英语：The Tree of Life, Stoclet Frieze）》（L'Arbre de Vie, Stoclet Frieze）